# Bernard Vukas
Bernard Vukas (Zagreb, 1 de maio de 1927 - Zagreb, 4 de abril de 1983) foi um futebolista iugoslavo. Ele competiu na Copa do Mundo FIFA de 1950, sediada no Brasil, na qual a seleção de seu país terminou na quinta colocação dentre os treze participantes.

## Carreira
Bernard Vukas fez parte do elenco medalha de prata, nos Jogos Olímpicos de 1948 e 1952.

## Ligações Externas
- Perfil na Sports Reference